# Imeni Gastello
Imeni Gastello (in lingua russa Имени Гастелло) è un centro abitato dell'Oblast' di Magadan, situato nel Ten'kinskij rajon.